# Segugio italiano a pelo forte
Il Segugio italiano a pelo forte è una razza di cani da caccia, di origini italiane.

## Storia
Il segugio italiano a pelo forte ha, molto probabilmente, le stesse origini del Segugio italiano a pelo raso; in quasi tutta la penisola, infatti, sono sempre coesistite varietà di segugi a pelo forte e raso.

## Descrizione
È simile al Segugio italiano a pelo raso. Differisce principalmente per il mantello, costituito da pelo ruvido lungo non oltre i cinque centimetri, ma più fine e corto sulla coda, sulle orecchie e sulla testa; i colori del mantello sono il fulvo e il nero focato (entrambi con ammesse macchie bianche, se ben localizzate). Per lo standard ha altezze al garrese minime e massime maggiori di due centimetri rispetto al Segugio italiano a pelo raso: è quindi leggermente più grande. Si ritiene inoltre che abbia temperamento più calmo e riflessivo del cugino a pelo raso, e che questo si rifletta in un approccio leggermente diverso alla caccia.

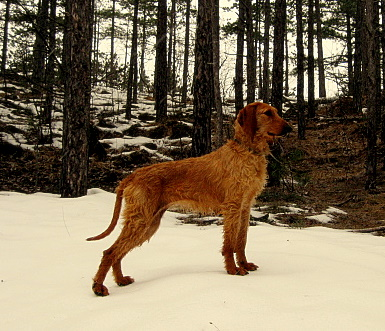
Segugio italiano a pelo forte fulvo